# OLT Express
OLT Express (ICAO: YAP) era una compagnia aerea di linea e charter polacca, inizialmente conosciuta come Yes Airways.
Yes Airways era stata fondata nel 2009 a Varsavia come compagnia di voli charter. Aveva iniziato ad operare alla fine di aprile 2011 ed era stata la prima compagnia aerea polacca ad avere aeromobili Airbus nella propria flotta. Nei primi mesi del 2012 Yes Airways era stata ribattezzata con il nome di OLT Express a causa della fusione con la compagnia OLT Express Regional, che disponeva di aeromobili ATR 42 e ATR 72.
L'hub principale della compagnia si trovava a Varsavia. Il 31 luglio 2012 OLT Express aveva dovuto sospendere tutti i servizi a causa del fallimento della società madre Amber Gold. In seguito a ciò tutti gli aerei erano stati restituiti ai loro proprietari. La terza società alleata, OLT Express Germany, aveva annunciato di essere alla ricerca di un altro investitore, ma questa ricerca ha avuto esito negativo. In effetti la OLT Express Germany ha cessato tutte le operazioni il 27 gennaio 2013.